# Edoardo Catto
Edoardo Catto (Genova, 29 marzo 1900 – Genova, 27 novembre 1963) è stato un calciatore italiano, di ruolo attaccante.
Era noto come Catto I per distinguerlo dal fratello minore Mario, compagno di squadra al Serenitas e Santa Margherita.

## Carriera

### Club
Formatosi nel Circolo Santa Margherita di Genova, iniziò la carriera agonistica nello Sport Club Serenitas di Genova, in Promozione (all'epoca la seconda serie del calcio italiano). Nella stagione 1921-1922 passò al Genoa, dove si mise in mostra segnando 18 reti.
Diventò presto un punto fermo dell'attacco genoano, segnando gol a ripetizione senza mai diventare cannoniere del campionato. Nel 1922-1923 vinse lo scudetto con il Genoa. Con i gol di Aristodemo Santamaria e di tutti gli altri componenti della rosa, terminarono il campionato con 75 reti realizzate, 22 vittorie, 6 pareggi e nessuna sconfitta.
Il campionato successivo lo vide fregiarsi ancora lo scudetto con il Genoa.
Chiuse la carriera nella squadra ligure collezionando 198 presenze e 96 reti, diventando così il miglior goleador rossoblu di sempre.
Il ritiro fu causato da un grave infortunio subito il 12 giugno 1929, in un incontro per gli spareggi di ammissione alla Coppa dell'Europa Centrale 1929 contro il Milan.
(Littoriale, Il, 13 giugno 1929)

### Nazionale
Venne chiamato a disputare un incontro in Nazionale. La partita era Italia-Spagna, terminata 0-0, del 9 marzo 1924.

## Statistiche

### Cronologia presenze e reti in Nazionale
| Cronologia completa delle presenze e delle reti in nazionale ― Italia | Cronologia completa delle presenze e delle reti in nazionale ― Italia | Cronologia completa delle presenze e delle reti in nazionale ― Italia | Cronologia completa delle presenze e delle reti in nazionale ― Italia | Cronologia completa delle presenze e delle reti in nazionale ― Italia | Cronologia completa delle presenze e delle reti in nazionale ― Italia | Cronologia completa delle presenze e delle reti in nazionale ― Italia | Cronologia completa delle presenze e delle reti in nazionale ― Italia |
| Data                                                                  | Città                                                                 | In casa                                                               | Risultato                                                             | Ospiti                                                                | Competizione                                                          | Reti                                                                  | Note                                                                  |
| --------------------------------------------------------------------- | --------------------------------------------------------------------- | --------------------------------------------------------------------- | --------------------------------------------------------------------- | --------------------------------------------------------------------- | --------------------------------------------------------------------- | --------------------------------------------------------------------- | --------------------------------------------------------------------- |
| 09/03/1924                                                            | Milano                                                                | Italia                                                                | 0 – 0                                                                 | Spagna                                                                | Amichevole                                                            | 0                                                                     |                                                                       |
| Totale                                                                |                                                                       | Presenze                                                              | 1                                                                     |                                                                       | Reti                                                                  | 0                                                                     |                                                                       |

## Palmarès

### Club

#### Competizioni nazionali
- Campionato italiano: 2

Genoa: 1922-1923, 1923-1924